# Río Ferreira (afluente del Miño)
El río Ferreira es un río del noroeste de la península ibérica que discurre por la provincia de Lugo, en Galicia, España. Es un afluente del río Miño por su margen derecha. Recibe su nombre del lugar de Ferreira de Pallares, en el municipio de Guntín, donde desde época medieval se asentó un monasterio.

## Recorrido
Nace en la Sierra del Careón, a unos 750 m de altura, en el municipio de Palas de Rey, y después de atravesarlo, penetra en el ayuntamiento de Guntín, para finalmente, tras 38 km de curso, unirse al Miño, en el límite entre los municipios de Guntín y Puertomarín, donde sirve de límite natural durante un buen trecho.
La superficie de su cuenca es de 383 km².

## Régimen hídrico
El río Ferreira es un río de régimen pluvial.

## Afluentes
La mayor parte de sus tributarios son ríos y arroyos de corto recorrido, destacando, por la derecha el río Parada, y por la izquierda el río Lavadoiro.

## Homónimos
Hay otros ríos y arroyos en Galicia, denominados también de Ferreira, pero todos ellos tienen una entidad menor. Además existe un afluente del Duero también llamado río Ferreira, en territorio portugués.